# Fortín Soledad
Fortín Soledad es una localidad del Departamento Bermejo, en la provincia de Formosa, Argentina.
Se encuentra a 70 km de la ciudad de Las Lomitas, accediéndose por la Ruta Provincial 32.

## Población
Cuenta con 370 habitantes (Indec, 2010). En censos anteriores había sido censada como población rural.